# Mihăilești (Buzău)
Pour les articles homonymes, voir Mihăilești.
Mihăilești est une commune du județ de Buzău en Roumanie.